# Liriomyza hieracii
Liriomyza hieracii är en tvåvingeart som först beskrevs av Johann Heinrich Kaltenbach 1862.  Liriomyza hieracii ingår i släktet Liriomyza och familjen minerarflugor.
Artens utbredningsområde är Tyskland. Arten är reproducerande i Sverige. Inga underarter finns listade i Catalogue of Life.